# Elinvar

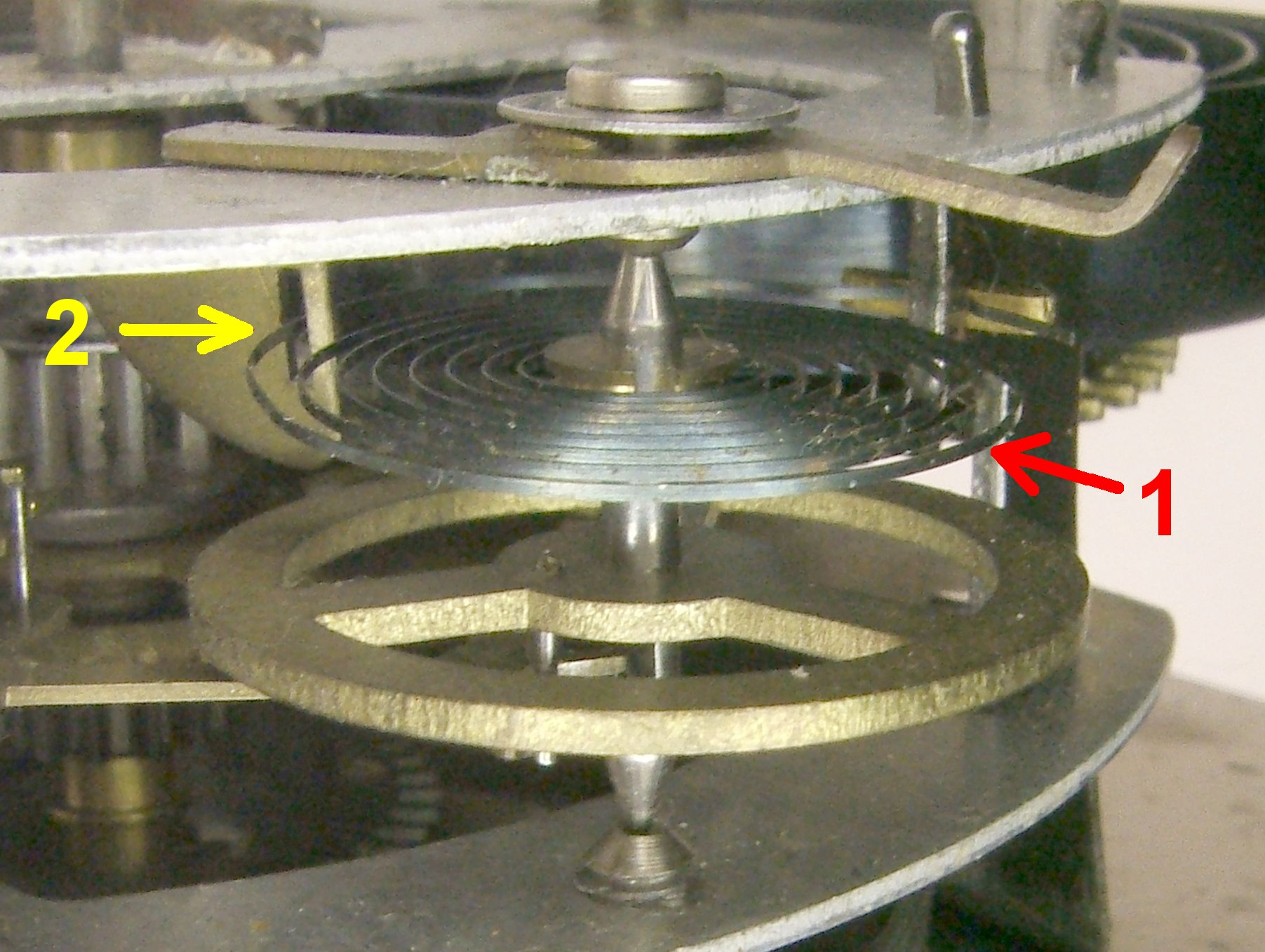
Molla espiral (1) d'un rellotge que milloraren la seva precisió amb l'Elinvar

Elinvar és el nom d'un aliatge d'acer al níquel, Ni, amb mòdul d'elasticitat que varia molt poc amb la temperatura. Elinvar està compost per un 56% de ferro, Fe, un 36% de níquel, Ni, i un 8% de crom, Cr. El nom prové d'una contracció dels mots francesos elasticité invariable (elasticitat invariable) que indiquen la principal característica d'aquest aliatge. Fou inventat en la dècada de 1920 per Charles Edouard Guillaume, un físic suís que també inventà un altre aliatge, l'Invar, de níquel i ferro, que té una molt baixa expansió tèrmica, i que rebé el premi Nobel de física el 1920 per aquests descobriments que permeteren la construcció d'instruments científics de precisió, com els cronòmetres.